# カトリーヌ・フロ
カトリーヌ・フロ（Catherine Frot、1956年5月1日 - ）は、フランスの女優。パリ生まれ。

## 来歴
1980年の『アメリカの伯父さん』（監督：アラン・レネ）で映画デビュー。映画『C階段』の演技で第11回（1985年度）セザール賞の助演女優賞にノミネートされ、『家族の気分』の演技では第22回（1996年度）セザール賞の助演女優賞を受賞した。

## 主な出演作品
- アメリカの伯父さん Mon oncle d'Amérique (1980)
- C階段 Escalier C (1985)
- トムとローラ Tom et Lola (1990)
- パリ、18区、夜。 J'ai pas sommeil (1994)
- 家族の気分 Un air de famille (1996)
- 奇人たちの晩餐会 Le dîner de cons (1998)
- パパラッチ Paparazzi (1998)
- ヌーヴェル・イヴ La nouvelle Ève (1999)
  - 日本では劇場未公開。第7回フランス映画祭横浜'99にて上映
- La dilettante (1999)
- 水曜日は大忙し! Mercredi, folle journée! (2001)
  - 日本では劇場未公開。第9回フランス映画祭横浜2001にて上映
- 女はみんな生きている（フランス語版） (2001)
- シュシュ、パリデビュー Chouchou (2003)
  - 日本では劇場未公開。第11回フランス映画祭横浜2003にて上映
- アガサ・クリスティーの奥さまは名探偵 Mon petit doigt m'a dit... (2005)
- 譜めくりの女 La tourneuse de pages (2006)
- 地上5センチの恋心（フランス語版） (2006)
- L'empreinte de l'ange (2008)
- アガサ・クリスティー 奥さまは名探偵 ～パディントン発4時50分～ Le crime est notre affaire (2008)
- Le vilain (2009)
- Imogène McCarthery (2010)
- 大統領の料理人 Les Saveurs du palais (2012)
- 偉大なるマルグリッド Marguerite (2015) - マルグリッド [1]
- ルージュの手紙 Sage Femme (2017)
- ローズメイカー 奇跡のバラ La fine fleur (2020)

## 主な受賞・ノミネート
| 映画               | 映画                                     | 映画       |
| セザール賞         | セザール賞                               | セザール賞 |
| 主演女優賞         | 主演女優賞                               | 主演女優賞 |
| ------------------ | ---------------------------------------- | ---------- |
| 第25回（1999年度） | La dilettante                            | ノミネート |
| 第27回（2001年度） | 女はみんな生きている                     | ノミネート |
| 第32回（2006年度） | 譜めくりの女                             | ノミネート |
| 第33回（2007年度） | 地上5センチの恋心                        | ノミネート |
| 第34回（2008年度） | 奥さまは名探偵 〜パディントン発4時50分〜 | ノミネート |
| 第38回（2012年度） | 大統領の料理人                           | ノミネート |
| 第41回（2015年度） | 偉大なるマルグリッド                     | 受賞       |
| 助演女優賞         |                                          |            |
| 第11回（1985年度） | C階段                                    | ノミネート |
| 第22回（1996年度） | 家族の気分                               | 受賞       |
| 第24回（1998年度） | 奇人たちの晩餐会                         | ノミネート |
| 舞台               |                                          |            |
| モリエール賞       |                                          |            |
| 主演女優賞         |                                          |            |
| 第14回（2000年）   | Dîner entre amis                         | ノミネート |
| 第21回（2007年）   | Si tu mourais...                         | ノミネート |
| 助演女優賞         |                                          |            |
| 第4回（1990年）    | Faut pas tuer maman                      | ノミネート |
| 第9回（1995年）    | 家族の気分                               | 受賞       |

その他に、フランスの国家功労勲章を受章している。